# Martijn van de Ven
Martijn van de Ven (16 januari 1987) is een Nederlands CP-voetballer.
Van de Ven heeft meegedaan aan de Paralympische Zomerspelen 2004 te Athene. Hij is in 2008 ook uitgekomen voor Nederland op de Paralympische Zomerspelen in Peking, alwaar het team een vijfde plaats behaalde.